# Etsch-Gardasee-Tunnel

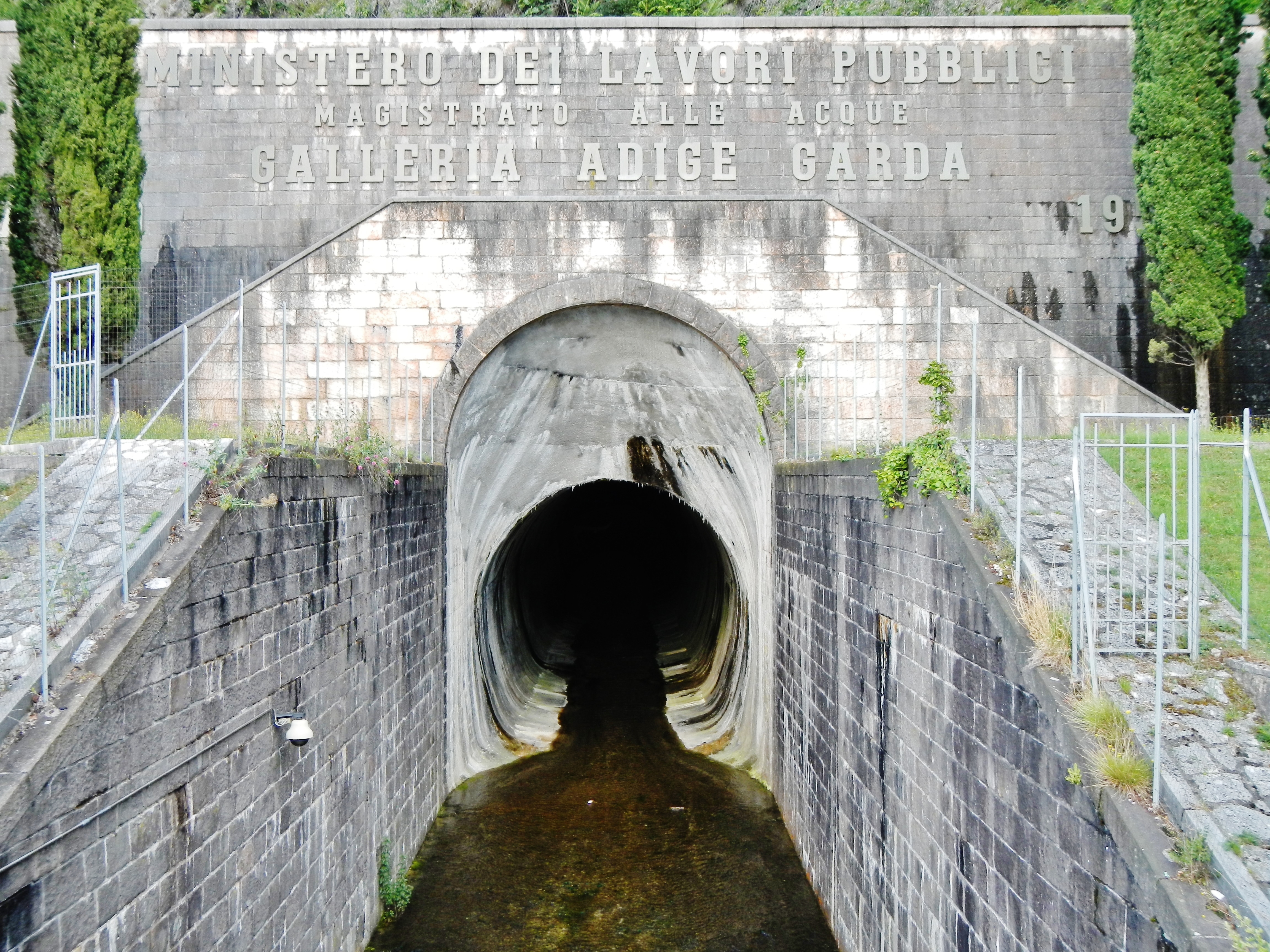
Auslauf des Tunnels am Gardasee

Der Etsch-Gardasee-Tunnel (mitunter auch Mori-Torbole-Tunnel, italienisch Galleria Adige-Garda) ist ein künstlicher Abflusskanal zur Hochwasserregulierung der Etsch in Italien. Durch den etwa zehn Kilometer langen Tunnel kann Hochwasser von der Etsch in den Gardasee geleitet werden, um so die Höhe des Wasserstandes der Etsch abzusenken. Damit dient er dem Hochwasserschutz am Unterlauf der Etsch und vor allem der Stadt Verona.

## Verlauf und Spezifika

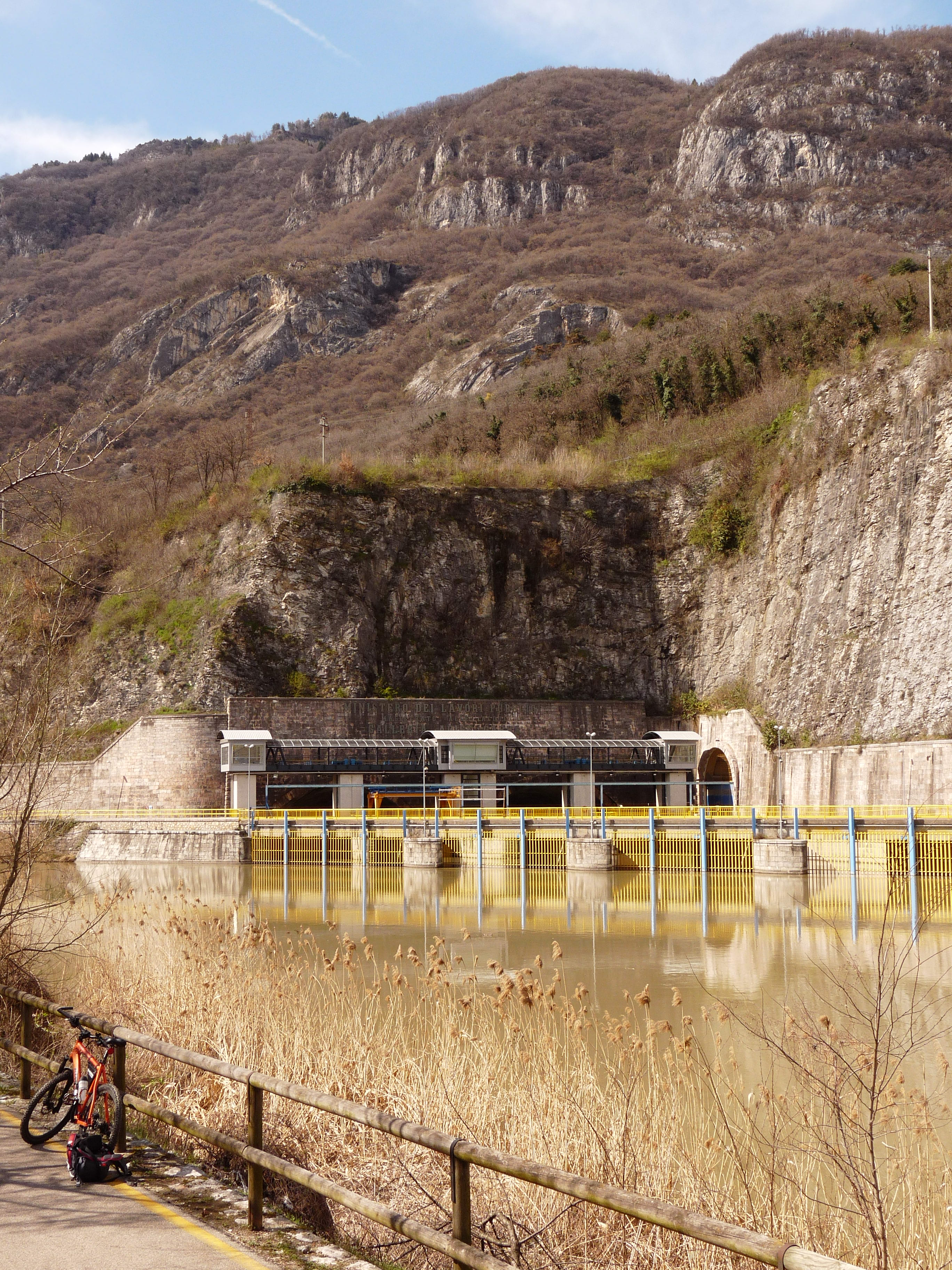
Das Einlassbauwerk

Der Etsch-Gardasee-Tunnel beginnt im Nordosten der Gemeinde Mori im Ortsteil Ravazzone (Karte). Er verläuft geradlinig Richtung Westen mit einer südlichen Abweichung von etwa drei Grad. Auf den Gardasee trifft er etwa einen Kilometer südlich des Ortskerns von Torbole an der Straße SS 249 Richtung Malcesine (Karte). Er unterquert den trockengefallenen Loppiosee, wo sich mit etwa 20 Metern die geringste Deckschicht über dem Tunnel befindet.
Das Einlassbauwerk des Tunnels besitzt vier Öffnungen von je 9,5 m Breite, die mit überlappenden Paneelen verschlossen sind. Der mittlere Durchmesser des Tunnels beträgt acht Meter. Der Einlass liegt 106 Meter höher als der Auslass, was bei der Länge des Tunnels von 9873 m einem mittleren Gefälle von 1,1 % entspricht, aber durch steilere Gefällstrecken am Ein- und Auslauf auf 0,87 % für den Verlauf dazwischen reduziert wird.:S. 3:S. 10 Das Gefälle ermöglicht den Betrieb als Freispiegelstollen. Bei voller Auslastung des Querschnitts erreicht das Wasser eine Fließgeschwindigkeit von 11 m/s. Das ergibt eine Förderleistung von etwa 500 m³/s. Jedoch erst 3.700.000 m³ zugeführtes Wasser erhöhen den Wasserspiegel des Gardasees um 1 cm. Das entspricht einem Volllastbetrieb von etwa zwei Stunden. Die geringste Fließgeschwindigkeit beträgt 5 m/s.:S. 11

## Geschichte
Es war der Franziskanerpater und Kartograph der Republik Venedig Vincenzo Maria Coronelli, der 1712 erstmals den Gedanken äußerte, den Gardasee als Staubecken für die Etsch zu nutzen. Nach seinen Plänen sollte ein acht Kilometer langer Tunnel von der Veroneser Klause in den südlichen Seebereich geführt werden. Der Plan wurde aber wegen des geringen Gefälles fallen gelassen.
Konkrete Pläne entstanden schließlich in den 1930er Jahren. Nach Probebohrungen wurde am 3. Februar 1939 die Baugenehmigung erteilt, worauf bereits am 1. März 1939 der Baustart erfolgte.
Während des Zweiten Weltkrieges kam der Weiterbau des Tunnels zum Erliegen. Bis dahin war er auf eine Länge von 3,6 km vorangetrieben worden, davon etwas mehr als 2000 m auf der Abflussseite bei Torbole. Stattdessen wurde im Herbst 1943 begonnen, an der Torbole-Seite den bombensicheren Tunnel- und einige Nebenstollen für die Nutzung durch die Rüstungsindustrie vorzubereiten. Im Frühjahr 1944 nahmen die Caproni-Werke Torbole mit etwa 1300 Arbeitern, die zum Teil von der Tunnelbaufirma Federici-Galluppi stammten, den Betrieb auf. Hergestellt wurden für die deutsche Rüstungsindustrie Zulieferteile für Flugzeuge und Raketen, zum Beispiel für die Me 163, die Me 262 und die „Wunderwaffen“ V1 und V2.

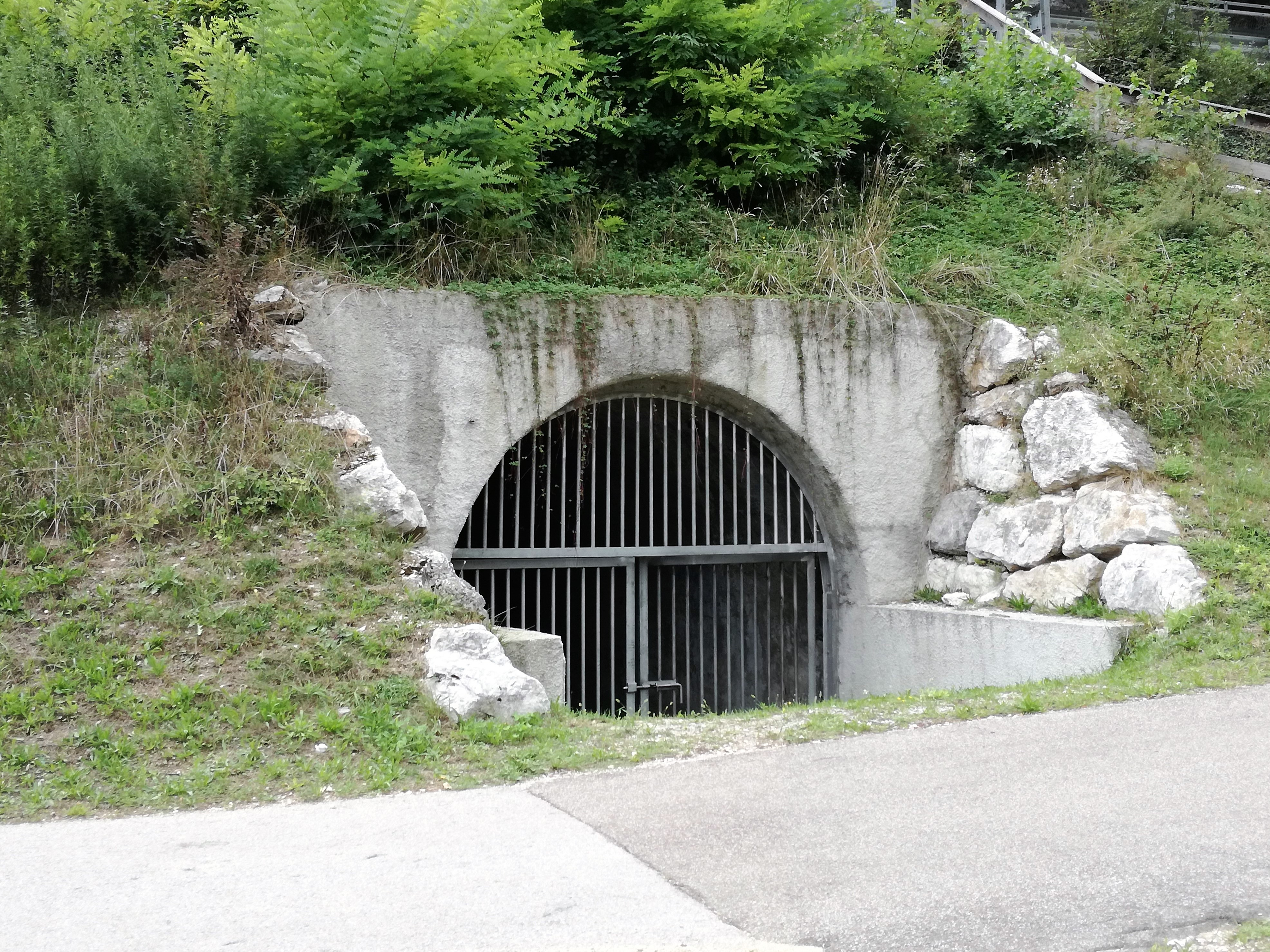
Zugang zum Wartungsstollen

1954 wurde der Tunnelbau wieder aufgenommen. Da bei der Unterquerung des Lago di Loppio Wassereinbrüche befürchtet wurden, wurde dieser abgepumpt. Nach gegensätzlichen Diskussionen wurde er nicht wieder aufgefüllt. In Höhe des Lago di Loppio wurde 1956 ein Wartungsstollen und Fluchtweg angelegt, der während des Baus auch der Belüftung diente. In den Tunnel eindringendes regenabhängiges Sickerwasser wird bis heute mit Hilfe eines Drainagetunnels unter dem eigentlichen Haupttunnel abgeleitet. Das Aufkommen beträgt im Durchschnitt etwa 400 bis 600 l/s.
Am 4. Dezember 1958 erfolgte der Tunneldurchbruch bei Kilometer 2,9 vom Tunneleingang bei Mori. Am 18. Mai 1959 war der Etsch-Gardasee-Tunnel fertiggestellt, am 17. November 1960 kam er erstmals zum Einsatz. Zwischen 2015 und 2016 wurde der Tunnel umfangreich saniert.
Beim Bau kamen durch Arbeitsunfälle insgesamt 15 Arbeiter ums Leben, sieben in der ersten Bauphase zwischen 1939 und 1943 und acht zwischen 1955 und 1958. Ihnen ist am Tunnelausgang bei Torbole eine Gedenktafel gewidmet.

## Nutzung
Für den Betrieb des Tunnels war bis zum Jahr 2000 die staatliche Wasserbehörde (Magistrato alle Acque) zuständig. Seitdem ist der Zuständigkeitsbereich an die Autonome Provinz Trient übergegangen, die über den Trientiner Zivilschutz und in Abstimmung mit den betroffenen Nachbarregionen über die Öffnung der Schotten entscheidet.
Die Nutzung des Tunnels birgt ökologische Risiken für den Gardasee. Das plötzliche Eindringen des deutlich kälteren Wassers der Etsch und die Eintrübung durch mitgeführte Sedimente führen zu einer nicht zu vernachlässigenden Verschlechterung des Lebensraums der Fische, insbesondere in der Nähe der Einleitstelle. Deshalb wird der Tunnel nur bei extremen Hochwassersituationen geöffnet, in den 60 Jahren seit Bestehen war das bis 2023 nur zwölfmal der Fall, so beispielsweise während der Novemberunwetter 1966 oder während des Herbststurms Vaia im Oktober 2018. Davon abgesehen wird er zu Wartungszwecken mit einem stark reduzierten Durchfluss regelmäßig für kurze Zeit geöffnet.
Die Öffnungstage der bisherigen Nutzungen, die eingeleitete Wassermenge, der maximale Durchfluss pro Sekunde und der durch die Einleitung bedingte Anstieg des Gardaseepegels::S. 13:S. 4
| Datum              | Gesamtmenge   | max. Fluss | Pegelanstieg |
| ------------------ | ------------- | ---------- | ------------ |
| 17. November 1960  | 70.000.000 m³ | 450 m³/s   | 19,3 cm      |
| 2. September 1965  | 79.000.000 m³ | 440 m³/s   | 21,4 cm      |
| 17. August 1966    | 17.000.000 m³ | 280 m³/s   | 4,5 cm       |
| 4. November 1966   | 64.000.000 m³ | 492 m³/s   | 17,2 cm      |
| 14. September 1976 | 12.000.000 m³ | 300 m³/s   | 3,4 cm       |
| 17. November 1980  | 26.000.000 m³ | 300 m³/s   | 7,1 cm       |
| 19. Juli 1981      | 7.000.000 m³  | 300 m³/s   | 1,9 cm       |
| 23. Mai 1983       | 20.000.000 m³ | 300 m³/s   | 5,4 cm       |
| 17. November 2000  | 4.700.000 m³  | 100 m³/s   | 1,3 cm       |
| 26. November 2002  | 6.100.000 m³  | 100 m³/s   | 1,7 cm       |
| 29. Oktober 2018   | 17.500.000 m³ | 350 m³/s   | 4,7 cm       |
| 31. Oktober 2023   | 3.500.000 m³  | 150 m³/s   | 1,0 cm       |

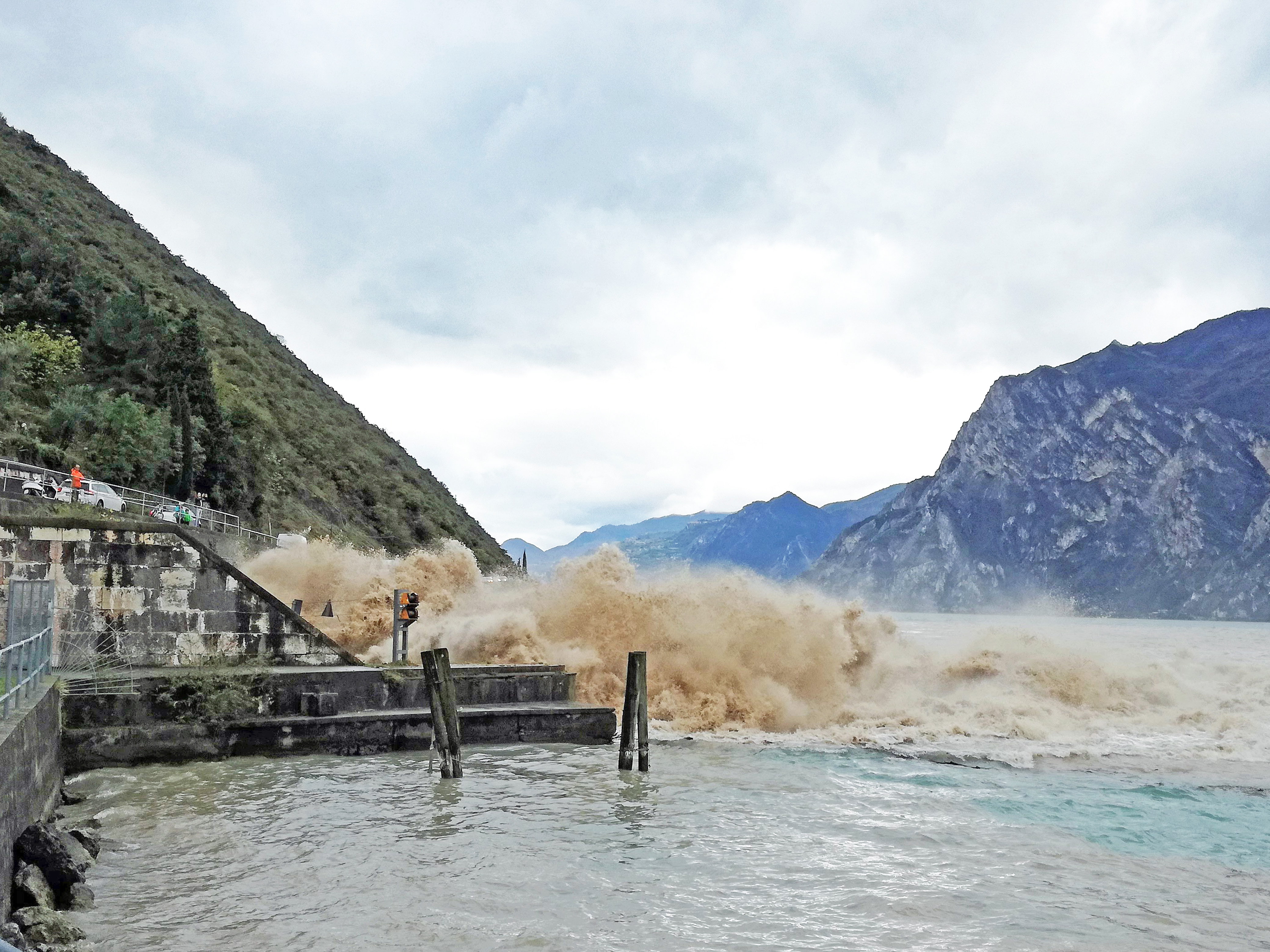
Einströmen in den See bei der Tunnelöffnung im Oktober 2018

Die Schützen am Einlaufbauwerk wurden bislang lediglich während des extremen Novemberhochwassers von 1966 vollständig geöffnet, was wesentlich zu einer Entspannung der Hochwasserlage flussabwärts beitrug. Dank des Etsch-Gardasee-Tunnels entgingen die Stadt Verona und die Provinzen Verona und Rovigo im Gegensatz zu Florenz so einer Hochwasserkatastrophe im Herbst 1966.